# STZ-5
Der STZ-5 (russisch СТЗ-5) ist ein in der Sowjetunion vor dem Zweiten Weltkrieg entwickelter Artillerie- und Transportschlepper. Produziert wurde er in der durch den Verlauf des Krieges gegen die Sowjetunion sehr bekannten Stalingrader Traktorenfabrik (STZ). Infolgedessen endete die Produktion, die 1937 begonnen hatte, im Jahr 1942, als das Werk vollständig zerstört wurde. Mit über 9000 gefertigten Exemplaren war er eines der am häufigsten für die Rote Armee gebauten Fahrzeuge dieser Klasse.

## Entwicklung
In den 1930er Jahren erprobte die Rote Armee verschiedene ausländische Fahrzeugtypen, unter anderem den britische Vickers-Armstrong Light Tank Mk. II. Im Büro der Stalingrader Traktorenfabrik (Stalingradski Traktorny Sawod - STZ) wurde daraufhin in Zusammenarbeit mit dem staatlichen Institut NATI (kurz für название Научно-исследовательского автомобильного и автомоторного института (НАТИ)), unter der Leitung von W. Slonimski ein Fahrgestell entwickelt. Die Entwicklung begann im Jahr 1933. Zielsetzung war, dass ein Fahrgestell, das sowohl für einen zivilen als auch für einen militärischen Schlepper verwendet werden konnte, auf einer Produktionslinie gefertigt werden konnte. Für den landwirtschaftlichen Einsatz sollten die Fahrzeuge in der Lage sein, einen großen Pflug zu ziehen.
Das Projekt brachte zwei Fahrzeuge hervor, zuerst den landwirtschaftlichen STZ-NATI 1TA (militärisch später als STZ-3 bezeichnet) und dann den STZ-NATI 2TW (СТЗ-НАТИ 2ТВ), der die Werksbezeichnung STZ-5 erhielt. Beide Fahrzeuge hatten das gleiche Fahrgestell und den gleichen Motor. In der Traktorenfabrik waren für den STZ-5 die Ingenieure I. I. Drong und V. A. Kargopolow mit der Entwicklungsarbeit beauftragt, dabei wurden sie von den beiden Spezialisten von NATI A. W. Wassiljew und I. I. Trepenenkow unterstützt. Die Fahrzeuge der Versuchsserie wurden Stalin am 16. Juli 1935 vorgestellt und in der Folge zur Produktion freigegeben. Doch die Nachbesserungen am Entwurf und das Einrichten der Produktionslinie dauerten noch bis 1937 an; erst in dem Jahr begann die Serienproduktion.
Im Jahr 1939 wurde versuchsweise ein D-8T-Dieselmotor aus dem Charkower Traktorenwerk (ChTZ) mit einer Leistung von 58,5 PS eingebaut, doch es folgte keine Serienfertigung.

## Technische Beschreibung
Ziviler und militärischer Bautyp unterschieden sich grundlegend. Während die zivile Ausführung dem konventionellen Entwurf eines landwirtschaftlichen Schleppers mit vorne liegendem Motor und einer dahinter liegenden Fahrerkabine folgte, wurde beim STZ-5 ein innovativer Weg mit einer vorne liegenden, geschlossenen Fahrerkabine für 2 Personen gewählt, um hinter der Kabine Platz für eine Pritsche zum Transport von Mannschaften (8 bis 10 Mann) und Munition zu haben.
Das Fahrzeug baut auf einem rechteckigen Rahmen auf. Die aufgesetzte Fahrerkabine besteht aus Blechen und Holzelementen, die Pritsche mit einer Traglast von 1,5 t aus Holz mit Metallbeschlägen und konnte mit Spriegel und einer Plane geschützt werden. Außerdem gab es auf der Ladefläche vier Klappsitze. Die Frontscheibe war zweigeteilt und konnte nach vorne aufgeklappt werden, in die Front war der Kühlergrill und zwei Scheinwerfer integriert. Fahrer und Beifahrer saßen links und rechts des mittigen, verkleideten Motorblocks und konnten ihre Seitenfenster öffnen. Bremse und Kupplung wirkten ausschließlich an der hinten liegenden Achse.
Weitere Unterschiede der STZ-5-Variante waren ein E-Starter für den Motor sowie ein anderes Getriebe mit 5 Vorwärtsgängen und einem Rückwärtsgang. Der Motor war für eine höhere Leistung auch in der Lage, Kerosin zu verbrennen; als Schutz für den Motor konnte dabei ein spezielles Vergasersystem Wasser in die Zylinder sprühen.
Die schmale Kette ermöglichte dabei eine höhere Geschwindigkeit als beim STZ-3 von bis zu 25 km/h. Über der Hinterachse war eine Winde mit einem 40 m langen Seil montiert, welche eine Zugkraft von 4 t hatte. Um den Verschleiß niedrig zu halten, wurden die Lauf- und Stützlaufrollen mit einer Gummierung versehen.
Als Zugfahrzeug sollten angehängte Lasten bis zu 4,5 t Gewicht haben, im äußersten Fall waren bis zu 7,25 t möglich. Höhere Lasten belasteten den Rahmen des Fahrgestells zu stark.

## Produktion
Im Jahr 1937 wurde eine Stückzahl von 173 Fahrzeugen erreicht, im Folgejahr fiel die Produktion auf 136 zurück. Im Jahr 1939 stieg die Zahl auf 1256, und 1940 wurden 1274 Stück Jahr gefertigt. Bis zum 22. Juni 1941 waren weitere 599 fertiggestellt. Nach dem Angriff auf die Sowjetunion wurde die Produktion drastisch erhöht, und es wurden bis zum 31. Dezember weitere 3146 produziert. Im Jahr 1942 konnte bis zum 13. September 1942, als die Produktion wegen des Angriffs der Wehrmacht auf Stalingrad beendet wurde, weitere 3359 fertiggestellt werden. Davon wurden 31 Fahrzeuge noch nach dem Beginn des deutschen Angriffs auf das Werksgelände, am 23. August, fertiggestellt.
Gleichzeitig wurde der STZ-5 damit zu einem der am meisten gebauten Kettenschlepper, der möglicherweise sogar bei den ausschließlich für die Rote Armee gebauten Kettenschleppern den größten Anteil hatte. Schon am 1. Januar 1941 stellte er mit einem Anteil von 13,2 % (2839 Stück) einen erheblichen Anteil bei den Artillerieschleppern der Roten Armee. Nach schweren Verlusten im ersten Kriegsjahr lag der Bestand am 1. September 1942 bei 4678 Fahrzeugen, von denen etwa die Hälfte nach Kriegsbeginn produziert worden war.

## Einsatz
Der Einsatz des STZ-5 erfolgte hauptsächlich als Zugmaschine für Feldgeschütze, Haubitzen und mittelschwere Flakgeschütze. Auf Paraden und auf dem Gefechtsfeld waren sie unter anderem mit 76-mm-Divisionskanone USW Modell 1939, 122-mm-Haubitzen M-30 Modell 1938, 152-mm-Haubitzen M-10 Modell 1938, 152-mm-Haubitzen ML-20 und 76-mm-Flugabwehrkanonen Modell 1931 anzutreffen.
Nach Kriegsende benötigte man die relativ alten, und inzwischen durch leistungsfähigere Fahrzeuge ersetzbaren Schlepper bei der Roten Armee nicht mehr und übergab diese den landwirtschaftlichen Betrieben, wo sie bis in die 1950er Jahre eingesetzt wurden.

### Kettenschlepper CT3 - 601 (r)
Auch der STZ-5 wurde, wie viel sowjetisches Gerät, zu Beginn des Angriffs auf die Sowjetunion in großen Stückzahlen erbeutet und war im Jahr 1941 für viele deutsche Verbände eine willkommene Beute. Durch die vorgefundenen Unterlagen und Beschriftungen der Fahrzeuge ergab sich eine falsche Übersetzung der kyrillischen Schreibweise STZ. Das kyrillische S, wurde als lateinisches C und das kyrillische Z als Zahl 3 interpretiert. Ergänzt wurde die Beutenummer 601 und die Kennung (r) für russisch. In den Kennblättern fremden Geräts wurde das Fahrzeug somit als Artillerieschlepper CT 3 601 (r) geführt.
Immer wieder sind Fotografien zu finden, welche STZ-5 als Schleppfahrzeuge für deutsche Radfahrzeuge und Anhänger zeigen. Zumeist stammen diese Bilder von Infanteriedivisionen, welche als Ausstattung oft nur über handelsübliche Lastkraftwagen und Pferdegespanne verfügten. Doch die harten Bedingungen des östlichen Kriegsschauplatz und der schonungslose Vormarsch der ersten Kriegsmonate, ließen diese Ausrüstung schnell verschleißen, so dass die den dortigen Bedingungen angepassten, erbeuteten STZ-5 diese Lücken schließen mussten.
Da jedoch die Ersatzteilversorgung kritisch war und auch die STZ-5 im Kriegsalltag verschlissen, war ein Ersatz aus deutscher Fertigung erforderlich. Betrachtet man die Bemühungen der deutschen Rüstungsindustrie dieser Zeit, fällt der Raupenschlepper Ost auf, dessen Entwicklung schon bald nach dem Beginn des Angriffs auf die Sowjetunion begann und der in der Konzeption, mit vorne liegendem Fahrerhaus, einfachem Kettenlaufwerk und Ladefläche viel Ähnlichkeit mit dem STZ-5 aufweist. Hinzuweisen ist dabei darauf, dass man jedoch keine simple Kopie anstrebte, alle Komponenten wurden neu entwickelt, beziehungsweise der eigenen, bestehenden Fertigung entnommen. Die technische Weiterentwicklung des Konzepts durch die deutschen Ingenieure wurden später in der Sowjetunion im RSO-Nachbau TDT-40 übernommen.

## Varianten
Bekannt sind weitere Fahrzeuge, bei denen der STZ-5 als Basis diente:

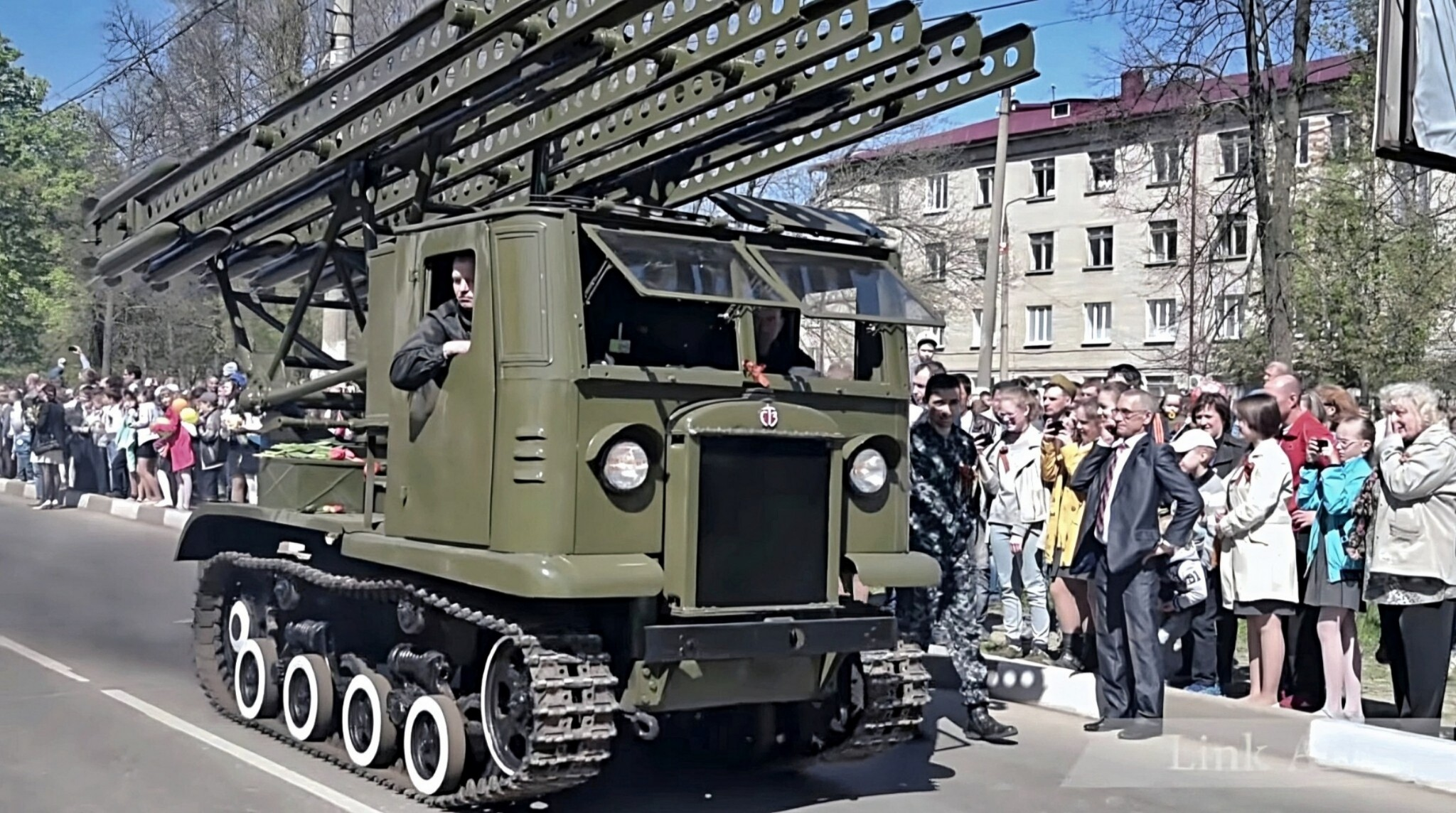
STZ-5 mit Katjuscha russisch БМ-13
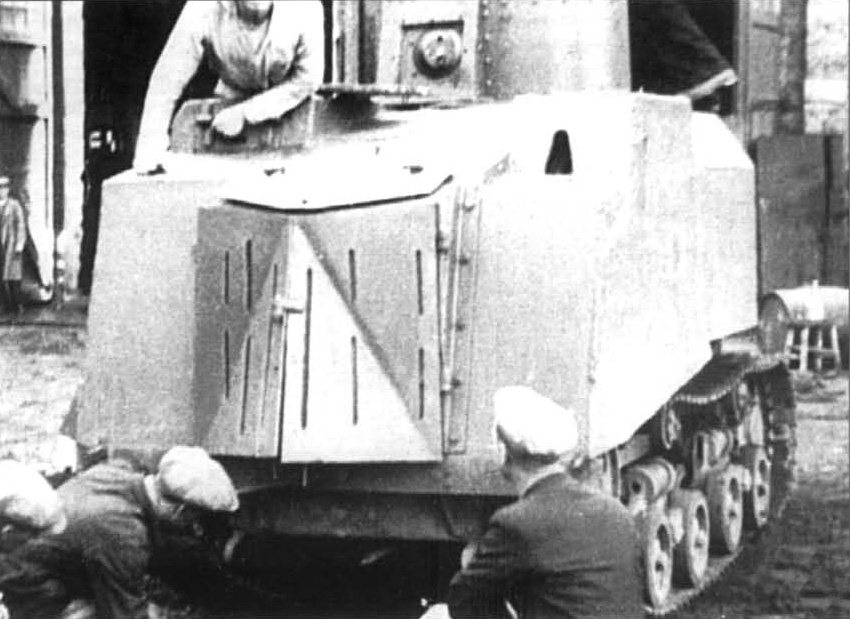
Odessa Tank / NI
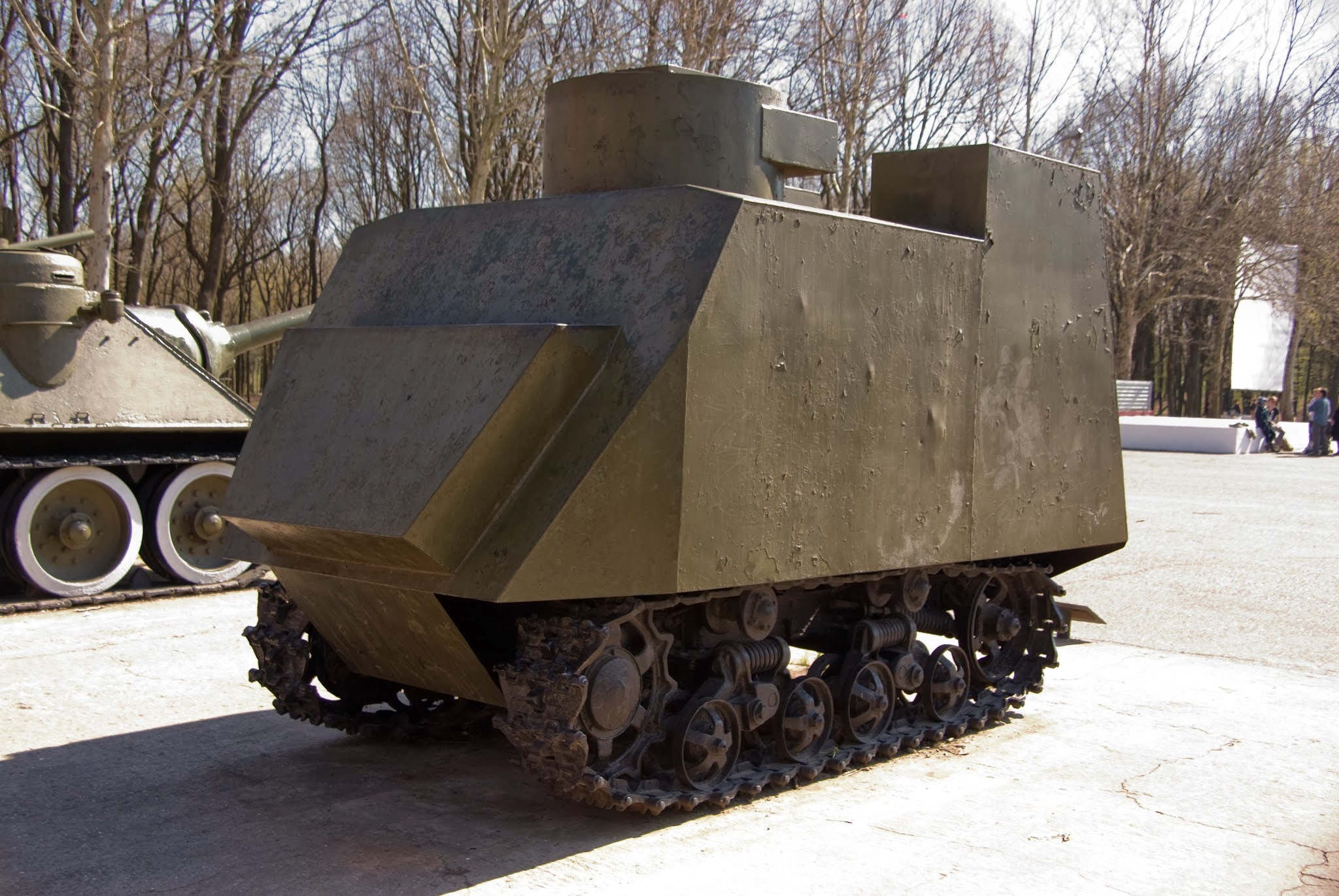
NI1-Variante im Museum Odessa
NI-Variante / russisch Танк НИ-1, НИ («На испуг»), «Январец», «Одесский танк»
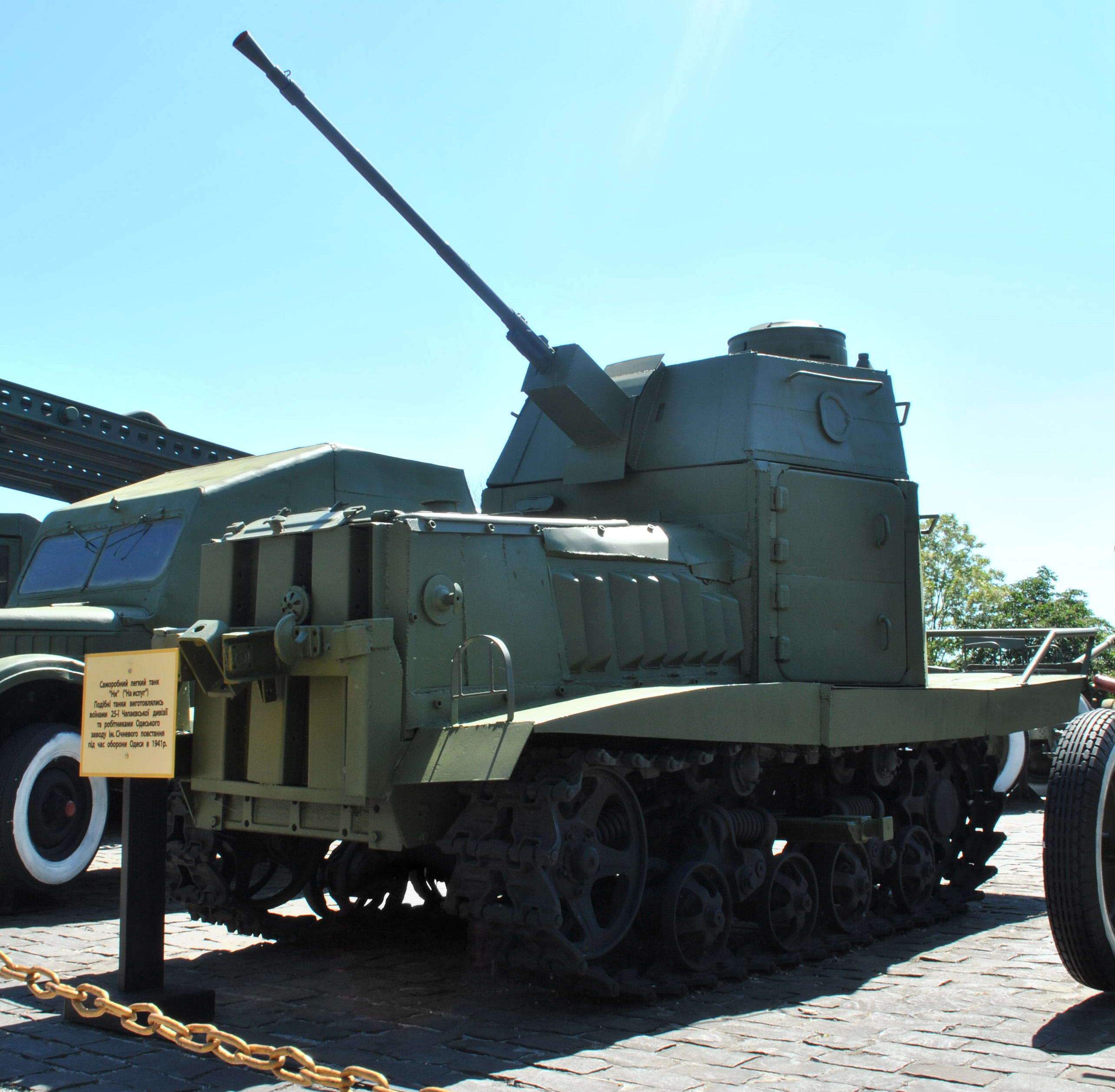
ChTZ-16-Variante russisch ХТЗ-16

### BM-13-16 Katjuscha
Der Bedarf an Fahrgestellen für die sowjetischen Raketenwerfer war sehr hoch; die große Produktionszahl und die gute Geländegängigkeit ermöglichte es, auch den STZ-5 für diesen Zweck zu verwenden. Wenn auch nur in kleiner Stückzahl gefertigt, sind diese Fahrzeuge 1941 im Raum Moskau und 1942 im Raum Stalingrad zum Einsatz gekommen. Ein erhaltenes Exemplar ist fotografisch belegt und Teil der Ausstellung eines Museums.

### Odessa Tank / NI
Nach dem Angriff der Wehrmacht und ihrer Alliierten auf die Sowjetunion wurden in einigen Fällen improvisierte Fahrzeuge geschaffen. Zu ihnen zählt der in Odessa von dortigen Stahlarbeitern in einer kleinen Serie von etwa 50 bis 70 Fahrzeugen geschaffene „NI“, was für „Na Ispug“ steht. Die Übersetzungen zu diesem „Spitznamen“ sind uneinheitlich.
Im Wesentlichen handelte es sich um STZ-5 bzw. STZ-3, die mit einer leichten geschweißten Panzerung versehen wurden und die mit Maschinengewehren bewaffnet waren. Dabei war eines in einem Panzerturm montiert.

### Variante mit Funkmast
Mindestens ein Fahrzeug wurde mit einem Sonderaufbau für einen Funkmast versehen. Ein ausgebranntes Fahrzeug ist fotografisch belegt und zeigt einen nach hinten abklappbaren Funkmast. Aufgerichtet war dieser Mast für die drahtlose Kommunikation mit anderen Funkstellen auf große Distanzen geeignet.